# Amando, Bebendo e Sofrendo
Amando, Bebendo e Sofrendo é o álbum de estreia da dupla sertaneja brasileira Guilherme & Benuto, lançado em 10 de janeiro de 2020 pela Sony Music. O destaque do álbum são as faixas Flor Que Se Cheira, 3 Batidas, Declaração pro Bar (com participação especial da dupla Israel & Rodolffo) e Tiro de Festim (com participação especial do cantor Jorge, da dupla com Mateus).

## Antecedentes e gravação

### Fim do trio Villa Baggage
Guilherme e Benuto, junto com a cantora Emy Maziero, eram conhecidos no trio Villa Baggage, com a música Localização, que contava com a participação da dupla Maiara & Maraisa, de 2016. À época, os irmãos conhecidos como Gui Artioli e Nuto Artioli, também se destacavam com composições gravadas por artistas como Jorge & Mateus, Guilherme & Santiago, Jads & Jadson, Lucas Lucco, Cristiano Araújo, Thaeme & Thiago, entre outros.
Em 2 de dezembro de 2018, foi anunciado o fim do trio, após 10 anos, tendo o último show agendado para o dia 15 de dezembro do mesmo ano. Com isso, além da formação da dupla, Emy, que fazia parte do trio, lançou sua carreira solo pouco tempo depois.

### Gravação
Em 4 de dezembro de 2018, no estúdio LAN Eventos, em Goiânia, com as participações especiais de Israel & Rodolffo, na canção Declaração pro Bar, Edson & Hudson, em 51 Dias, e o cantor Jorge, da dupla com Mateus, na faixa Tiro de Festim. O álbum foi produzido por Ivan Miyazato, e a direção de vídeo de Ricardo Bikay, da Varanda Films.

## Lançamento
- Em 18 de março de 2019, foi lançada a primeira parte do projeto, como um EP de 5 faixas, sendo Flor Que Se Cheira uma delas.[7]
- O segundo EP, com 4 faixas, foi lançado em 10 de maio de 2019.
- Em 16 de agosto de 2019, foi lançado o single 3 Batidas. No momento, Flor Que Se Cheira estava presente no Top 50 do Spotify e do Deezer, além do videoclipe ter 60 milhões de visualizações no YouTube.[8]
- O terceiro EP, com 4 faixas, foi lançado em 18 de outubro de 2019, com a faixa-foco Declaração pro Bar, com a participação da dupla Israel & Rodolffo. No momento, o último single 3 Batidas ultrapassou 21 milhões de visualizações no YouTube.[9]
- Em 10 de janeiro de 2020, foi lançado o álbum completo, junto com o quarto EP, com três faixas.

## Lista de faixas
| N.º            | Título                                         | Compositor(es)                                              | Duração |  |
| 1.             | "Flor Que Se Cheira"                           | Gui Artioli Nuto Artioli Leandro Rojas Nicolas Damasceno    | 2:41    |  |
| 2.             | "Beijando de Olho Aberto"                      | G. Artioli N. Artioli Rojas Rodolfo Alessi                  | 2:28    |  |
| 3.             | "Oitava Maravilha"                             | Chrystian Ribeiro Douglas Mello Flavinho Tinto Nando Marx   | 2:38    |  |
| 4.             | "Entregador de Flor"                           | Diego Silveira Lari Ferreira Renno Thales Lessa             | 2:48    |  |
| 5.             | "Amor Tem Que Ser de Graça"                    | Bruno César Rodrigo Reys                                    | 2:38    |  |
| 6.             | "Amor Tarja Preta"                             | Ribeiro Mello Tinto Marx N. Artioli                         | 2:53    |  |
| 7.             | "Futuro Incerto"                               | G. Artioli N. Artioli Felipe Kef João Pedroni Rodrigo Marco | 2:27    |  |
| 8.             | "Opala 78"                                     | César Reys Magno Santana                                    | 3:00    |  |
| 9.             | "51 Dias" (part. Edson & Hudson)               | Mello Tinto Marx Phillipe Pancadinha Victor Hugo            | 2:45    |  |
| 10.            | "3 Batidas"                                    | G. Artioli N. Artioli Mello Tinto Marx                      | 2:37    |  |
| 11.            | "Declaração pro Bar" (part. Israel & Rodolffo) | G. Artioli N. Artioli                                       | 2:41    |  |
| 12.            | "Coração Rodado"                               | G. Artioli N. Artioli Mello Tinto Marx                      | 2:50    |  |
| 13.            | "Com Quem Será"                                | Reys Pedro Taveira                                          | 3:06    |  |
| 14.            | "Pot-Pourri: Frio da Madrugada / Desatino"     | Pinocchio Ronaldo Viola / Zé Bill                           | 5:01    |  |
| 15.            | "Tiro de Festim" (part. Jorge)                 | G. Artioli N. Artioli                                       | 3:13    |  |
| 16.            | "Sapato Velho"                                 | Rojas Gilton Fernandez Montenegro Moura Tunico da Vila      | 2:56    |  |
| 17.            | "Me Desligando de Você"                        | Marcello Henrique Elan Rubio Henrique Moura Luan Moura      | 2:54    |  |
| Duração total: | Duração total:                                 | Duração total:                                              | 49:30   |  |

## Repercussão
No final de 2019, a dupla celebrou o sucesso do projeto, um pouco antes de lançar o álbum completo. Aproximadamente 100 milhões de streams nas plataformas digitais, especialmente no Spotify. As faixas do disco somavam mais de 70 milhões de plays e uma das canções, 3 Batidas, ocupa o ranking das 20 músicas mais executadas da plataforma no Brasil.
“Foi o melhor ano da nossa carreira, superamos todas as expectativas. Foi o ano de início da dupla e de muitas realizações. Sentimento de gratidão, 2019 foi inesquecível pra nós”